# Faneuil Hall
Die Faneuil Hall ist eines der ältesten Gebäude von Boston im US-Bundesstaat Massachusetts. Sie liegt nahe dem Hafengebiet und wird sowohl als Markthalle als auch als Versammlungsraum genutzt. Das Gebäude wurde 1740–1742 auf Initiative des Kaufmanns Peter Faneuil und mit dessen Finanzierung erbaut.
Faneuil Hall war der Ort verschiedener Reden von Samuel Adams, James Otis Jr. und anderen, die für die Unabhängigkeit der nordamerikanischen Kolonien von England eintraten.
Die ursprüngliche Faneuil Hall brannte im Jahr 1761 ab, wurde aber wiedererbaut. 1806 wurde die Halle von Charles Bulfinch vergrößert. Die Höhe und Breite des Gebäudes wurden verdoppelt und eine dritte Etage aufgestockt.
Faneuil Hall ist ein Teil des größeren Markthallen-Komplexes Quincy Market, der mehrere langgestreckte Granitgebäude umfasst, die heute als Innen- und Außeneinkaufszentren genutzt werden.